# Castrillón
Castrillón és un conceyu de la Comunitat Autònoma del Principat d'Astúries. Està situat en la zona costanera central d'Astúries, ocupant 50,76 km² de superfície. S'hi pot accedir per la carretera N-632 i la variant d'Avilés, per ferrocarril i per aire, ja que l'aeroport d'Astúries està situat en aquest concejo.

## Geografia
Limita al nord amb el mar Cantàbric, a l'est amb la ria d'Avilés, Corvera de Asturias i Avilés, al sud amb Illas i Candamu i a l'oest amb Soto del Barcol. Se situa en la zona costanera central del Principat. La seva zona septentrional la conformen diverses platges i penya-segats sense altituds destacables, aglutinant la major part de la població. L'interior està format per hortes i pujols, fins a trobar al sud del municipi la serra de Pulide.

## Demografia
El creixement enregistrat pel municipi durant les últimes dècades ha estat espectacular, passant dels 8.000 habitants el 1950 als 21.235 que mostrava el cens de 1991. Aquest fenomen es deu fonamentalment a 2 factors. D'una banda la instal·lació de nombroses indústries com Cristalería Española, Asturiana de Zinc o Ensidesa als voltants. I per un altre, la minúscula grandària del veí municipi d'Avilés, que fa que molts avilesins s'estableixin a Castrillón atrets per preus més baixos o la major oferta d'habitatges unifamiliars. Actualment, la població és de 22.932 habitants seguint una lleu tendència alcista. Els nuclis principals s'n Piedras Blancas -capital del concejo-, Salinas -destinació de nombrosos estiuejants- i Raíces

## Parròquies
- Castrillón
- Bayas
- Naveces
- Piarnu
- El Puertu
- Salinas
- Samartín de L'Aspra
- Samiguel de Quiloñu
- Santiagu'l Monte

## Història
Existeixen proves de presència humana en el concejo des de temps prehistòrics, la qual cosa demostren diversos estris trobats a Pinos Altos i las Arribas. Així mateix, existeix una cova del Paleolític superior a Pillarno i s'ha constatat l'existència de dos castros situats als voltants de La Plata i en el Peñón de Raíces.
El municipi adquiria especial rellevància en l'alta edat mitjana quan en el Peñón de Raíces es va aixecar el castell de Gauzón (Gozón) a la fi del segle ix per a protegir l'entrada de la ria. En aquest lloc es va aixecar el taller d'orfebreria més important que va haver a Astúries, on hi fou fabricada la Creu de la Victòria, elaborada en l'any 908, emblema de la monarquia asturiana i encara avui símbol per als habitants d'aquesta regió. La Creu de la Victòria té una inscripció que li recorre els braços per l'inrevés que diu:"EL OPERATUM EST IN CASTELLO GAUZON".
Al peu del Peñón de Raíces estan gairebé amagats en la masia, vestigis de l'antic crematori franciscà de Santa María, més tard Monestir de la Mercè. Poden veure's encastats entre els murs, una arquejada romànica amb columnetes, dues portes coronades en arc, alguns llenços de mur, diversos escuts, així com l'espadanya del temple. Aquests monestirs, donaven fe del pas per les seves proximitats del Camí de Santiago del Nord, com se li coneix, ja que travessa el concejo per dues rutes diferents, una per l'interior i altra pel nord.
Durant els primers segles medievals, segons la seva base documental del segle x, Castrillón formava part de l'Alfoz de Gauzón. D'aquí és d'on prové el primer escut heràldic que va tenir el concejo. No obstant això, en 1309 Ferran IV de Castella atorgà a Avilés per Alfoz aquests territoris iniciant-se una estreta relació que perdurarà durant segles. Només l'arribada de les idees liberals en l'edat moderna permetrà als castrillonencs assolir la seva independència administrativa.
El segle xix portaria amb si una revolució en el municipi amb l'assentament de la Reial Companyia Asturiana de Mines en el poblat d'Arnao. Després del tancament de la mina en 1915, l'activitat es trasllada a San Xuan de Nieva, on l'Asturiana de Zinc, actual successora de la Real Companyia, té avui dia una de les majors fàbriques de zinc del món

## Turisme

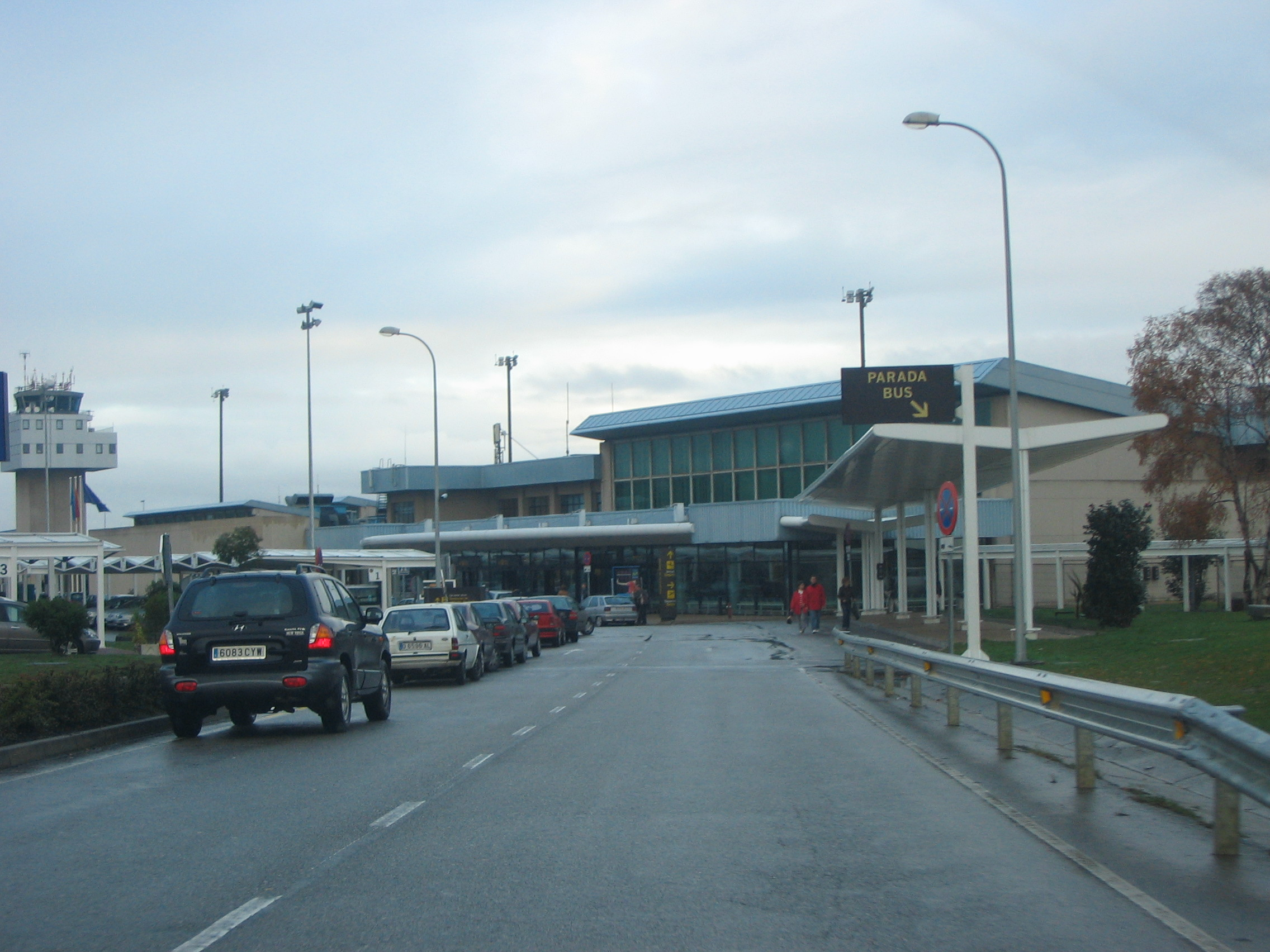
Entrada a l‘Aeroport d'Astúries, a Santiago del Monte, Castrillón

En els terrenys del concejo, concretament en la parròquia de Santiago del Monte, es troba l'Aeroport d'Astúries.

## Festes

### Mercat
| Mercat                                        | Dia               | Lloc            |
| --------------------------------------------- | ----------------- | --------------- |
| Mercat Setmanal de Abastos                    | Tots els dimecres | Piedras Blancas |
| Fira Comarcal del Camp                        | -                 | Castrillón      |
| Fira d'Abril                                  | Abril             | Castrillón      |
| Fira de Sant Isidre                           | Abril             | Naveces         |
| Exposició de ramat en la festa de Sant Isidre | Maig              | Piedras Blancas |
| Festival del Camp en la festa de Sant Isidre  | Maig              | Piedras Blancas |

### Jornades Gastronòmiques
| Jornada                             | Data      | Lloc         |
| ----------------------------------- | --------- | ------------ |
| Jornades Gastronòmiques del Bacallà | Març      | Salinas      |
| Jornades Gastronòmiques de l'Orici  | Primavera | Las Bárzanas |
| Jornades Gastronómiques del Musclo  | Primavera | Las Bárzanas |
| Festival de la Tapa                 | Setembre  | Castrillón   |

### Locals
| Festa                        | Data                                             | Lloc                |
| ---------------------------- | ------------------------------------------------ | ------------------- |
| Sant Isidre Llaurador        | Maig                                             | Castrillón          |
| Las Bárzanas                 | Finals de maig                                   | Las Bárzanas        |
| Raíces Nuevo                 | Juny                                             | Raíces Nuevo        |
| Pillarno                     | Juny                                             | Pillarno            |
| San Xuan de Nieva            | Juny                                             | San Xuan de Nieva   |
| La Braña                     | Juny                                             | La Braña            |
| Jira a Pulide                | Finals de Juny                                   | Pulide              |
| Piedras Blancas              | Primer cap de setmana de Juny (inclou divendres) | Piedras Blancas     |
| Gira al Parc de la Llibertay | El dia de Castrillón                             | Castrillón          |
| Dia de Castrillón            | Dilluns següent al primer diumenge de juliol     | Castrillón          |
| San Martín de Laspra         | Juliol                                           | Castrillón          |
| San Miguel de Quiloño        | Juliol                                           | Castrillón          |
| Santiago del Monte           | Juliol                                           | Castrillón          |
| Bayas                        | Juliol                                           | Castrillón          |
| Salinas                      | Agost                                            | Salinas             |
| Santa María del Mar          | Agost                                            | Santa María del Mar |
| Naveces                      | Agost                                            | Naveces             |
| Peregrinació a San Adriano   | Dia d'Astúries                                   | Castrillón          |
| Vegarrozadas                 | Setembre                                         | Castrillón          |